# (13852) Ford
(13852) Ford est un astéroïde de la ceinture principale.

## Description
(13852) Ford est un astéroïde de la ceinture principale. Il fut découvert le 7 décembre 1999 à Socorro (Nouveau-Mexique) par le projet LINEAR. Il présente une orbite caractérisée par un demi-grand axe de 2,21 UA, une excentricité de 0,20 et une inclinaison de 1,3° par rapport à l'écliptique.

## Compléments